# Luke Boyd
Luke Boyd (født 22. april 1987 i Sydney) er en australsk amatørbokser, som konkurrerer i vægtklassen bantamvægt. Boyd har ingen større internationale resultater, og fik sin olympiske debut da han repræsenterede Australien ved sommer-OL 2008. Her blev han slået ud i første runde af Khumiso Ikgopoleng fra Botswana i samme vægtklasse.